# Імператор Оґіматі
Імператор О́ґімачі (яп. 正親町天皇, おおぎまちてんのう; 18 червня 1517 (Ейшьо 14.5.29) — 6 лютого 1593 (Бунроку 2.1.5)) — 106-й Імператор Японії, шінтоїстське божество. Роки правління: 17 листопада 1557 — 17 грудня 1586.

## Біографія
Імператор Оґімачі народився 18 червня 1517 року. 2-й син імператора Ґо-Нари. Матір'ю хлопчика була фрейліна Маденокоджі Ейко, донька радника Маденокоджі Катафуси. Новонародженому дали ім'я Мітіхіто. 1533 року він отримав титул принца-спадкоємця
1557 року Імператор Ґо-Нара помер і його син став новим монархом Японії. Через занепад Імператорського двору, спричинений розвалом централізованої держави та міжусобицями магнатерії, церемонія інтронізації правителя відкладалася. Лише 1560 року Морі Мотонарі, володар провінції Акі, подарував Імператору гроші для проведення церемонії.
Прагнучи відродити престиж і господарство імператорського двору, імператор Оґімачі постійно надсилав рескрипти регіональним володарям з вимогою, повернути незаконно привласнені монарші маєтки. Більшість цих звернень ігнорувалися, оскільки монарх не мав важелів влади. Його накази виконав лише один володар — Ода Нобунаґа, який 1569 року захопив столицю й отримав статус захисника монархії. Виступаючи від імені Імператора, він підкорив своїй владі Центральну та східну частину Західної Японії, і повернув частину Імператорських земель. 1577 року вдячний імператор Оґімачі надав Нобуназі титул і посаду правого міністра, а 1580 року допоміг йому мирно владнати конфлікт із буддистськими повстанцями монастиря Хонґандзі. Завдяки політичній і фінансовій підтримці Нобунаґи авторитет монархії було знову відновлено на більшій частині Японського архіпелагу. 1581 року оголосив Такеда Кацуйорі ворогом імператорського дому, надавши тим самим Ода Нобунаґа законне право воювати проти останнього.
17 грудня 1586 року імператор Оґімачі передав престол своєму онуку Катахіто (посмерте ім'я: імператор Ґо-Йодзей). Сам правитель вийшов у відставку, отримавши титул Верховного імператора.
6 лютого 1593 року Імператор Оґімачі помер у 75-річному віці. Його поховали у Північній гробниці Фукаса, в районі Фусімі, в Кіото..

## Генеалогічне дерево
|  |  | (102) Ґо-Ханадзоно | (102) Ґо-Ханадзоно | (102) Ґо-Ханадзоно | (102) Ґо-Ханадзоно | (102) Ґо-Ханадзоно | (102) Ґо-Ханадзоно |               |               | (103) Ґо-Цутімікадо | (103) Ґо-Цутімікадо | (103) Ґо-Цутімікадо | (103) Ґо-Цутімікадо | (103) Ґо-Цутімікадо | (103) Ґо-Цутімікадо |               |               | (104) Ґо-Касівабара | (104) Ґо-Касівабара | (104) Ґо-Касівабара | (104) Ґо-Касівабара | (104) Ґо-Касівабара | (104) Ґо-Касівабара |          |          |          |          |  |  |                 |                 |                 |                 |                 |                 |  |  |          |          |          |          |          |          |
|  |  | (102) Ґо-Ханадзоно | (102) Ґо-Ханадзоно | (102) Ґо-Ханадзоно | (102) Ґо-Ханадзоно | (102) Ґо-Ханадзоно | (102) Ґо-Ханадзоно |               |               | (103) Ґо-Цутімікадо | (103) Ґо-Цутімікадо | (103) Ґо-Цутімікадо | (103) Ґо-Цутімікадо | (103) Ґо-Цутімікадо | (103) Ґо-Цутімікадо |               |               | (104) Ґо-Касівабара | (104) Ґо-Касівабара | (104) Ґо-Касівабара | (104) Ґо-Касівабара | (104) Ґо-Касівабара | (104) Ґо-Касівабара |          |          |          |          |  |  |                 |                 |                 |                 |                 |                 |  |  |          |          |          |          |          |          |
|  |  |                    |                    |                    |                    |                    |                    |               |               |                     |                     |                     |                     |                     |                     |               |               |                     |                     |                     |                     |                     |                     |          |          |          |          |  |  |                 |                 |                 |                 |                 |                 |  |  |          |          |          |          |          |          |
|  |  |                    |                    |                    |                    |                    |                    |               |               |                     |                     |                     |                     |                     |                     |               |               |                     |                     |                     |                     |                     |                     |          |          |          |          |  |  |                 |                 |                 |                 |                 |                 |  |  |          |          |          |          |          |          |
|  |  |                    |                    |                    |                    | (105) Ґо-Нара      | (105) Ґо-Нара      | (105) Ґо-Нара | (105) Ґо-Нара | (105) Ґо-Нара       | (105) Ґо-Нара       |                     |                     | (106) Оґіматі       | (106) Оґіматі       | (106) Оґіматі | (106) Оґіматі | (106) Оґіматі       | (106) Оґіматі       |                     |                     | Санехіто            | Санехіто            | Санехіто | Санехіто | Санехіто | Санехіто |  |  | (107) Ґо-Йодзей | (107) Ґо-Йодзей | (107) Ґо-Йодзей | (107) Ґо-Йодзей | (107) Ґо-Йодзей | (107) Ґо-Йодзей |  |  |          |          |          |          |          |          |
|  |  |                    |                    |                    |                    | (105) Ґо-Нара      | (105) Ґо-Нара      | (105) Ґо-Нара | (105) Ґо-Нара | (105) Ґо-Нара       | (105) Ґо-Нара       |                     |                     | (106) Оґіматі       | (106) Оґіматі       | (106) Оґіматі | (106) Оґіматі | (106) Оґіматі       | (106) Оґіматі       |                     |                     | Санехіто            | Санехіто            | Санехіто | Санехіто | Санехіто | Санехіто |  |  | (107) Ґо-Йодзей | (107) Ґо-Йодзей | (107) Ґо-Йодзей | (107) Ґо-Йодзей | (107) Ґо-Йодзей | (107) Ґо-Йодзей |  |  |          |          |          |          |          |          |
|  |  |                    |                    |                    |                    |                    |                    |               |               |                     |                     |                     |                     |                     |                     |               |               |                     |                     |                     |                     |                     |                     |          |          |          |          |  |  |                 |                 |                 |                 |                 |                 |  |  |          |          |          |          |          |          |
|  |  |                    |                    |                    |                    |                    |                    |               |               |                     |                     |                     |                     |                     |                     |               |               |                     |                     |                     |                     |                     |                     |          |          |          |          |  |  | Рьодзіхо        | Рьодзіхо        | Рьодзіхо        | Рьодзіхо        | Рьодзіхо        | Рьодзіхо        |  |  | Тосітада | Тосітада | Тосітада | Тосітада | Тосітада | Тосітада |
|  |  |                    |                    |                    |                    |                    |                    |               |               |                     |                     |                     |                     |                     |                     |               |               |                     |                     |                     |                     |                     |                     |          |          |          |          |  |  | Рьодзіхо        | Рьодзіхо        | Рьодзіхо        | Рьодзіхо        | Рьодзіхо        | Рьодзіхо        |  |  | Тосітада | Тосітада | Тосітада | Тосітада | Тосітада | Тосітада |
|  |  |                    |                    |                    |                    |                    |                    |               |               |                     |                     |                     |                     |                     |                     |               |               |                     |                     |                     |                     |                     |                     |          |          |          |          |  |  |                 |                 |                 |                 |                 |                 |  |  |          |          |          |          |          |          |
|  |  |                    |                    |                    |                    |                    |                    |               |               |                     |                     |                     |                     |                     |                     |               |               |                     |                     |                     |                     |                     |                     |          |          |          |          |  |  | Тосіхіто        | Тосіхіто        | Тосіхіто        | Тосіхіто        | Тосіхіто        | Тосіхіто        |  |  | Тадаюкі  | Тадаюкі  | Тадаюкі  | Тадаюкі  | Тадаюкі  | Тадаюкі  |
|  |  |                    |                    |                    |                    |                    |                    |               |               |                     |                     |                     |                     |                     |                     |               |               |                     |                     |                     |                     |                     |                     |          |          |          |          |  |  | Тосіхіто        | Тосіхіто        | Тосіхіто        | Тосіхіто        | Тосіхіто        | Тосіхіто        |  |  | Тадаюкі  | Тадаюкі  | Тадаюкі  | Тадаюкі  | Тадаюкі  | Тадаюкі  |